# Estación de Martorell Enlace
Martorell Enlace (oficialmente y en catalán Martorell Enllaç y antiguamente Martorell-Empalme) es una estación de ferrocarril suburbano de las líneas S4 y S8 y también de cercanías de las líneas R5 y R6 en la línea Llobregat-Noya de FGC. En esta estación se separan los dos ramales de dicha línea, uno se dirige hacia Manresa y el otro hacia Igualada; de aquí el nombre de la estación. La estación forma parte del Metro del Baix Llobregat. Dispone de servicios logísticos atendidos por FGC y Autometro. La estación registró en 2018 una entrada total de 176 131 pasajeros, de los cuales 43 712 corresponden a servicios de cercanías y 132 419 al Metro del Baix Llobregat.

## Situación ferroviaria
La estación se encuentra en el punto kilométrico 28,65 de la línea férrea de ancho métrico Magoria-Martorell, a 71 metros de altitud. El kilometraje se inicia en el emplazamiento de la estación primigenia de Magoria. El tramo es de vía doble y está electrificado, si bien el ramal a Igualada es de vía única.

## Historia

### Orígenes, fusión de compañías y primeras ampliaciones
La estación se inauguró el 29 de diciembre de 1912, coincidiendo con la inauguración de la línea del carrilet entre Magoria y Martorell-Central de ancho métrico, aunque por el futuro emplazamiento de Martorell-Enlace ya pasaba desde 1893 la línea de Igualada a Martorell-Central. Al llegar la línea desde Magoria a Martorell-Central en 1912, se construyó una estación de enlace que creció en importancia al abrirse el tramo a Manresa, uniéndolo a Berga. 
Para entender la compleja historia de la línea, hay que decir que la actual línea Llobregat-Noya de los Ferrocarriles de la Generalidad de Cataluña (FGC) está formada por la red de la antigua sociedad de Ferrocarriles Catalanes (Compañía General de los Ferrocarriles Catalanes S.A., CGFC) que se había constituido para unir las tres compañías creadoras de buena parte de esta red: Tranvía o Ferrocarril Económico de Manresa a Berga, Ferrocarril Central Catalán y Camino de Hierro del Nordeste de España. Esta antigua red de CGFC fue conocida como El Carrilet o Línea de los catalanes. Comprendía inicialmente, las siguientes compañías ferroviarias y líneas.
- Ferrocarril de Manresa a Guardiola Tranvía o Ferrocarril Económico de Manresa a Berga, abierto al tráfico entre 1891 y 1904.
- Ferrocarril de Igualada a Martorell-Central Ferrocarril Central Catalán, abierto al tráfico el 29 de julio de 1893.
- Ferrocarril de Magoria a Martorell-Central Camino de Hierro del Nordeste de España, abierto al tráfico el 29 de diciembre de 1912.
- Ferrocarril de Martorell a Manresa Compañía General de los Ferrocarriles Catalanes, completado por tramos entre 1922 y el 22 de agosto de 1924.

La línea del Bajo Llobregat, tiene el origen en una línea construida para el transporte de mercancías, especialmente de los productos mineros de la cuenca salina de Suria-Cardona, y los productos textiles de la cuenca del Llobregat y del Noya.
En 1890 se constituyó la Compañía del Ferrocarril Central Catalán S.A. (CC). Dicha compañía construyó la línea de ferrocarril de Igualada a Martorell-Central, inaugurándola el 29 de julio de 1893. De este modo, se pudieron hacen trasbordos con la Estación de Martorell de ancho ibérico, en funcionamiento desde el 25 de mayo de 1865 y propiedad conjunta de la Compañía de los Ferrocarriles de Tarragona a Barcelona y Francia (TBF) y Madrid Zaragoza y Alicante (MZA) desde 1891.
En 1908 la compañía Camino de Hierro del Nordeste de España (NEE) inició la construcción del ferrocarril de Barcelona a Martorell. A finales de 1911 las obras estaban casi finalizadas y viendo que no podía construir todos los ramales previstos, modificó en 1912 las concesiones para convertirse en una sola llamada «Barcelona–Manresa con ramal a Vallirana». El 29 de diciembre de 1912, inauguraron el ferrocarril entre Magoria y Martorell-Enlace. todo él en superficie. Esto permitió la explotación de la línea para transporte de viajeros desde Barcelona a Martorell e Igualada y a todas las poblaciones que ya servían los tramos inaugurados en el siglo XIX y el nuevo tramo entonces inaugurado.
En 1912 se conectaron las vías del CC con las del ferrocarril de Barcelona a Martorell de NEE, iniciando el transbordo a Martorell-Enlace desde el 1 de septiembre de 1913. En 1914 comenzaban los primeros trenes directos de Barcelona a Igualada. La compañía CC pasaba por una difícil situación financiera que se vio agravada con la Primera Guerra Mundial. 
En 1914 NEE entró en crisis por la liquidación del principal apoyo de la compañía, el Banco Franco-Americano. El estallido de la Primera Guerra Mundial también trajo problemas a la compañía, ya que tenía su sede en Bélgica. Debido a los problemas de explotación en los tres ferrocarriles del valle del Llobregat, se iniciaron los trámites de fusión de las compañías existentes mediante la creación de una nueva entidad. 
En 1919 se creó la Compañía General de Ferrocarriles Catalanes S.A.(CGFC), llamada a menudo Ferrocarrils Catalans. Ésta comenzó la explotación de los tres ferrocarriles, más tarde absorbió el resto de empresas y reinició las obras del ferrocarril de Martorell a Manresa,. iniciando el proceso de fusión. Los accionistas de los Ferrocarriles Catalans (CGFC) adquirieron el capital de NEE, que transfirió la concesión del ferrocarril a CGFC con la disolución final de NEE. Igualmente esto se tradujo en la venta de la mayoría de las acciones de CC a CGFC, que finalmente compró la totalidad de la compañía en 1921 y disolvió la Compañía del Ferrocarril Central Catalán (CC).
En 1922 la estación se convertía en el punto de partida de una nueva línea de vía estrecha que uniría Martorell con Manresa, suponiendo el punto de bifurcación de las ramas hacia Igualada y Manresa. El 29 de marzo de 1922 CGFC abrió al tráfico de viajeros parte del ramal Martorell-Manresa, hasta la estación de Olesa de Montserrat, el 26 de julio hasta La Puda y el 29 de octubre de 1922 hasta la estación de Monistrol de Montserrat. Dos años después, el 22 de agosto de 1924, se abrió al tráfico de viajeros el tramo entre Monistrol de Montserrat y Manresa . Las obras corrieron a cargo de CGFC, que ya había adquirido los derechos sobre la línea.
El 27 de mayo de 1926 se abrió la actual estación subterránea de Barcelona-Plaza España que acercó a Martorell al centro de Barcelona. El 26 de noviembre del mismo año, se construyó un ramal desde San Baudilio que lo conectaba con el Puerto de Barcelona, aumentando el carácter industrial de la línea.

### Guerra Civil, decadencia y transferencia a FEVE
El estallido de la Guerra Civil en 1936 dejó la estación en zona republicana, el CGFC es colectivizado y administrado por un comité de trabajadores de la UGT y de la CNT, haciéndose cargo de la situación ante la huida de dirigentes y consejeros. Ante la nueva situación el gobierno republicano, que ya se había incautado de las grandes compañías ferroviarias mediante un decreto de 3 de agosto de 1936, permitió que en la práctica el control recayera en comités de obreros y ferroviarios. Con la llegada de las tropas sublevadas a Cataluña en 1939, CGFC toma de nuevo el control de la empresa. Durante los combates en la Guerra Civil muchas de las secciones, instalaciones y materiales se encontraban en mal estado y algunos no llegaron a ser rehabilitados. Cabe destacar que la nacionalización del ferrocarril en 1941 no afectó a la línea por donde discurre la estación y nunca pasó a depender de RENFE, al no ser de ancho ibérico. 
No sería hasta finales de los años cincuenta cuando se inició una tímida modernización con la introducción de las primeras unidades diésel, pero sería necesario esperar hasta el Plan de Modernización (1963) para comenzar una renovación a fondo de la red. De esta época datan las electrificaciones como entre Pallejá y Martorell (1968) y entre Martorell y Monistrol (1971).
La decadencia de la CGFC se inició con el cierre de la línea entre Olván y Guardiola de Berguedá el 2 de mayo de 1972, a consecuencia de la construcción del pantano de La Baells. A ello se añadió la creciente competencia del transporte por carretera. Por ello, el Gobierno de España decidió clausurar la línea entre Manresa-Alta y Olván desde el 1 de julio de 1973, quedando abierta sólo la sección entre Manresa-Alta y Balsareny por los trenes de mercancías (este tramo se clausuró definitivamente en el año 1976). La crisis económica de mediados de los años setenta y el aumento de los déficits de explotación llevaron a la CGFC a solicitar ayudas estatales, que le fueron concedidas el 3 de diciembre de 1976 en forma de subvención. Finalmente, sin embargo, siendo incapaz de enderezar la situación, pidió el rescate avanzado de las concesiones, que pasaron a manos de la empresa pública FEVE el 1 de enero de 1977.
FEVE, como venía haciendo habitualmente desde años atrás, estudió el cierre de parte de las líneas, especialmente las más degradadas y con un mayor déficit de explotación. Estuvo a punto de ser cerrado el tramo entre Martorell-Enlace e Igualada, y también el tramo entre la Plaza España de Barcelona y L'Hospitalet de Llobregat.

### Creación de FGC y mejoras
Tras el restablecimiento de la Generalidad de Cataluña, un Real Decreto del 28 de julio de 1978 le transfirió las competencias en materia de transporte, haciéndose cargo de la explotación del Carrilet desde el 2 de noviembre, de manera transitoria desde la Consejería de Política Territorial y Obras Públicas.
Ferrocarriles de la Generalidad de Cataluña (FGC) se constituyó el 5 de septiembre de 1979 para gestionar la explotación de varias líneas históricas transferidas por el Gobierno de España a la Generalidad de Cataluña, y se considera heredera de las compañías de los Ferrocarriles Catalanes (Línea Llobregat-Anoia) y Ferrocarriles de Cataluña-FCC (Línea Barcelona-Vallés). FGC implantó una serie de mejoras en las líneas que gestionaba, en la década de 1990 los dos gobiernos firmaron un convenio para financiar infraestructuras de transporte y FGC constituyó el llamado "Metro del Baix Llobregat". Entre 1996 y 1999 se electrificó el tramo entre Martorell-Enlace e Igualada, y entraron en servicio los trenes de la serie 213, retirándose de la circulación comercial regular los últimos trenes de viajeros diésel.
En el año 2005 se finalizaba la variante de trazado en doble vía de la línea entre Martorell-Vila y Martorell-Enlace para permitir el paso de la línea de alta velocidad. En 2007 se completó la doble vía entre Barcelona y Martorell. En enero de 2008 circulaba el primer tren de mercancías entre la Seat de Martorell y el Puerto de Barcelona. En mayo de 2008 se finalizaba la doble vía entre Martorell-Enlace y Olesa de Montserrat, culminando el desdoblamiento desde Barcelona hasta la población de El Bajo Llobregat Norte.

## La estación

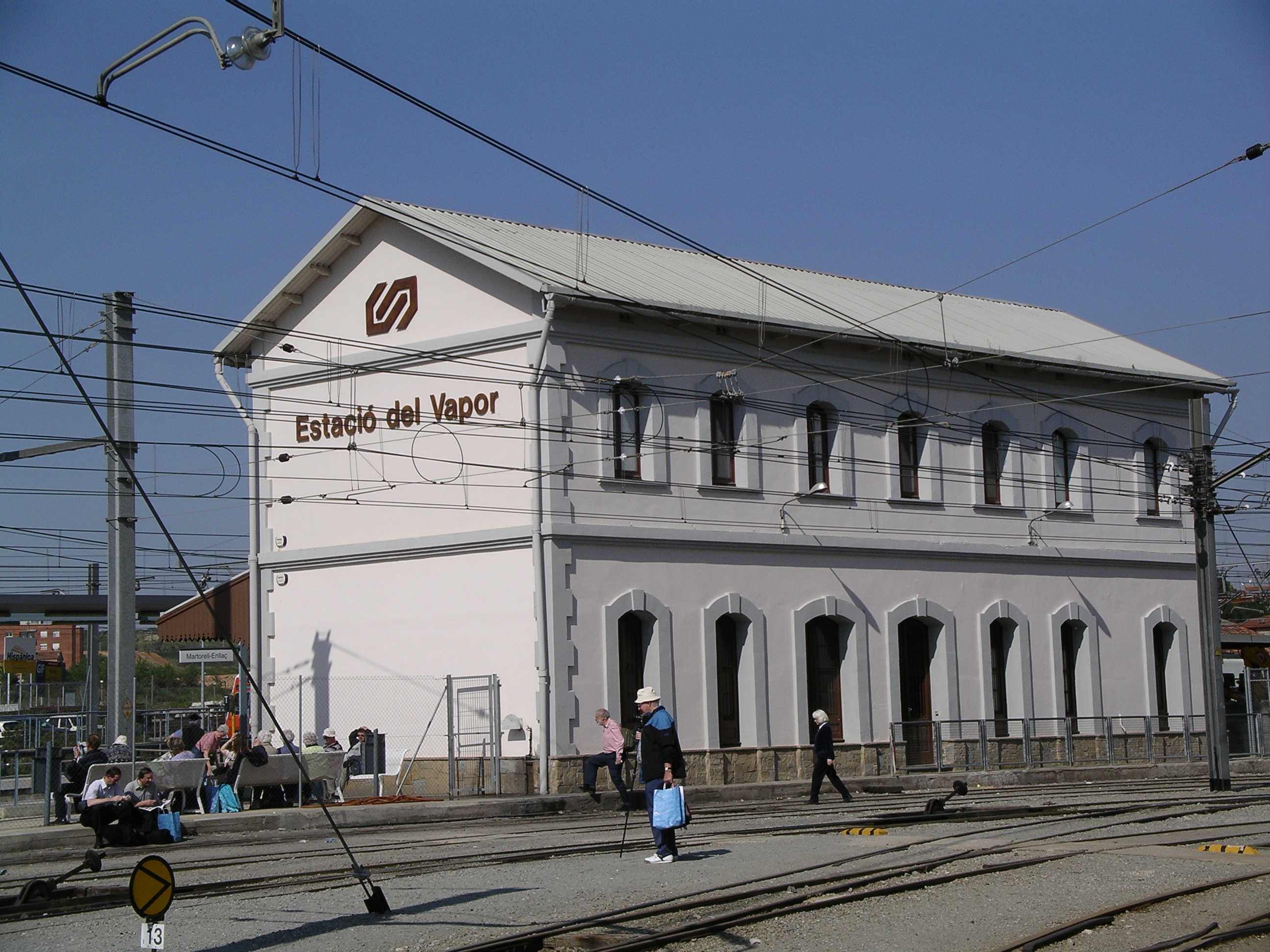
Edificio de viajeros de 1912

Martorell-Enlace es la estación más importante de la red del Metro de El Baix Llobregat y la línea Llobregat-Noya. Esto se debe que es el punto donde se dividen las líneas de Manresa e Igualada y también va a parar un ramal que viene desde Martorell-Central y un gran número de factorías. Además, en Martorell-Enlace están los talleres y el depósito principal de la línea. Actualmente Martorell-Enlace cuenta con un gran número de vías. El edificio del depósito y talleres de material motor está dividido en tres partes: una nave con diez vías y dos anexos laterales. El edificio de los talleres de material móvil tiene cinco vías y está dividido en varias secciones. También hay seis vías al aire libre usadas como cocheras. Dos vías más se usan para abastecer de gasoil a las locomotoras diésel y hay una vía donde se hace el lavado de los trenes. La zona de viajeros está compuesta por tres vías y dos andenes. Normalmente se usan dos vías y un solo andén, que es el central.
El otro andén y vía están reservados al tren de vapor de uso turístico que circula los domingos. Precisamente en este andén está el antiguo edificio de viajeros con marquesina, de dos plantas y siete vanos por costado y planta rematados por arcos escarzanos, que actualmente se usa como exposición de la historia de FGC. El edificio de viajeros actual es de construcción reciente, de una sola planta y está situado en perpendicular sobre las vías. El edificio acoge la venta automática de billetes y el control de acceso a los andenes, a donde se accede mediante escaleras y un ascensor. Para el acceso desde la calle al edificio hay escaleras, un ascensor y rampas. En estas rampas también hay un bar y unos servicios públicos. Martorell-Enlace dispone de un gran aparcamiento para facilitar la intermodalidad coche-tren así como de aparcamiento de bicicletas. Completan las instalaciones la locomotora n° 35 de la CGFC expuesta como monumento en una rotonda frente a la estación.

## Servicios ferroviarios

### Servicios de mercancías[25]
Actualmente, FGC opera dos servicios de transporte de mercancías en esta línea:
- Transporte de potasa entre las estaciones de Suria y el Puerto de Barcelona. Circulan tres trenes diarios (mañana, tarde y noche), de lunes a viernes, formados por un máximo de 20 vagones tolva de la serie 62 000, remolcados por una locomotora de la serie 254. Con la composición máxima, tienen una longitud de 270 metros, y un peso máximo de 1 200 toneladas.
- Transporte de sal (cloruro sódico) entre las estaciones de mercancías de Suria y Solvay. Circulan tres formados por vagones tolva de la serie 63 000, remolcados por una locomotora de la serie 254.

Autometro opera los siguientes servicios:
- Transporte de automóviles nuevos de SEAT entre la factoría situada en Martorell y el Puerto de Barcelona. Circulan tres trenes diarios (mañana, tarde y noche), de lunes a viernes, formados por una composición de siete vagones de la serie 65 000, remolcados por una locomotora de la serie 254. Estos trenes tienen una longitud de 400 metros, y un peso de unas 650 toneladas.

### Servicios de viajeros
El horario de la estación puede consultarse en este enlace. El esquema de líneas del ferrocarril Llobregat-Noya puede descargarse de este enlace. El plano integrado de la red ferroviaria de Barcelona puede descargarse en este enlace. No todos los servicios efectúan parada en al estación, pues los trenes semidirectos de las líneas R50 y R60, a pesar de circular por la estación, no se detienen en la misma.
Es cabecera de la S8 desde el año 2000, cuando se remodeló la estación y se reestructuró el esquema de vías.
| << cabecera                  | < estación        | línea    | estación >             | cabecera >>         |
| ---------------------------- | ----------------- | -------- | ---------------------- | ------------------- |
| Línea Llobregat-Anoia de FGC |                   |          |                        |                     |
| Barcelona-Plaza España       | Martorell Central |          | Abrera                 | Olesa de Montserrat |
| Barcelona-Plaza España       | Martorell Central | Terminal |                        |                     |
| Barcelona-Plaza España       | Martorell Central |          | Abrera                 | Manresa-Apeadero    |
| Barcelona-Plaza España       | Martorell Central |          | Sant Esteve Sesrovires | Igualada            |